# گاستون روول
گاستون روول (اسپانیایی: Gastón Revol‎؛ زادهٔ ۲۶ نوامبر ۱۹۸۶) بازیکن راگبی ۷ نفره اهل آرژانتین است.
وی در مسابقات کشوری و بین‌المللی در مجموع برندهٔ ۱ مدال طلا، ۱ مدال نقره، ۱ مدال برنز شده‌است.